# Mikhail Merkulov
Mikhail Viktorovich Merkulov (tiếng Nga: Михаил Викторович Меркулов; sinh ngày 26 tháng 1 năm 1994) là một hậu vệ trái bóng đá người Nga thi đấu cho F.K. Ural Sverdlovsk Oblast.

## Sự nghiệp câu lạc bộ
Anh có màn ra mắt tại Russian Second Division cho F.K. Rotor Volgograd vào ngày 5 tháng 6 năm 2011 trong trận đấu với FC MITOS Novocherkassk.
Anh ra mắt tại Giải bóng đá ngoại hạng Nga cho F.K. Ural Sverdlovsk Oblast vào ngày 28 tháng 4 năm 2016 trong trận đấu với P.F.K. CSKA Moskva.

## Thống kê sự nghiệp

### Câu lạc bộ
Tính đến 13 tháng 5 năm 2018
| Câu lạc bộ             | Mùa giải             | Giải vô địch                | Giải vô địch | Giải vô địch | Cúp     | Cúp       | Châu lục | Châu lục  | Khác    | Khác      | Tổng cộng | Tổng cộng |
| Câu lạc bộ             | Mùa giải             | Hạng đấu                    | Số trận      | Bàn thắng    | Số trận | Bàn thắng | Số trận  | Bàn thắng | Số trận | Bàn thắng | Số trận   | Bàn thắng |
| ---------------------- | -------------------- | --------------------------- | ------------ | ------------ | ------- | --------- | -------- | --------- | ------- | --------- | --------- | --------- |
| F.K. Rotor Volgograd   | 2011–12              | PFL                         | 4            | 0            | 0       | 0         | –        | –         | –       | –         | 4         | 0         |
| FC Energiya Volzhsky   | 2012–13              | PFL                         | 11           | 0            | 0       | 0         | –        | –         | –       | –         | 11        | 0         |
| F.K. Rotor Volgograd   | 2012–13              | FNL                         | 0            | 0            | –       | –         | –        | –         | 3       | 0         | 3         | 0         |
| F.K. Rotor Volgograd   | 2013–14              | FNL                         | 2            | 0            | 1       | 0         | –        | –         | –       | –         | 3         | 0         |
| F.K. Rotor Volgograd   | 2014–15              | PFL                         | 3            | 0            | 0       | 0         | –        | –         | –       | –         | 3         | 0         |
| F.K. Rotor Volgograd   | Tổng cộng (2 spells) | Tổng cộng (2 spells)        | 9            | 0            | 1       | 0         | 0        | 0         | 3       | 0         | 13        | 0         |
| FC MITOS Novocherkassk | 2014–15              | PFL                         | 10           | 0            | 0       | 0         | –        | –         | –       | –         | 10        | 0         |
| FC Baikal Irkutsk      | 2015–16              | FNL                         | 13           | 0            | 2       | 0         | –        | –         | –       | –         | 15        | 0         |
| FC Ural Yekaterinburg  | 2015–16              | Giải bóng đá ngoại hạng Nga | 4            | 0            | –       | –         | –        | –         | –       | –         | 4         | 0         |
| FC Ural Yekaterinburg  | 2016–17              | Giải bóng đá ngoại hạng Nga | 11           | 0            | 3       | 0         | –        | –         | –       | –         | 14        | 0         |
| FC Ural Yekaterinburg  | 2017–18              | Giải bóng đá ngoại hạng Nga | 25           | 0            | 1       | 0         | –        | –         | –       | –         | 26        | 0         |
| FC Ural Yekaterinburg  | Tổng cộng            | Tổng cộng                   | 40           | 0            | 4       | 0         | 0        | 0         | 0       | 0         | 44        | 0         |
| Tổng cộng sự nghiệp    | Tổng cộng sự nghiệp  | Tổng cộng sự nghiệp         | 83           | 0            | 7       | 0         | 0        | 0         | 3       | 0         | 93        | 0         |